# Варандінья (Таррафал)
Групу Дешпортіву Варандінья або просто Варандінья (порт. Grupo Desportivo Varandinha) — професіональний кабовердійський футбольний клуб з міста Таррафал, на острові Сантьягу.

## Історія
Клуб засновано 23 вересня 1994 року в місті Таррафал, в північній частині острова Сантьягу (Кабо-Верде). До 2006 року команда виступала у Другому дивізіоні Чемпіонату острова. Варандінья (Таррафал) вийшла до першого дивізіону і стала виступати в Північно-центральній (Centro Norte) зоні. Зараз вони виступають у новоствореній Групі «B».
Команда жодного разу не перемагала в чемпіонатах (ні в першому, ні в другому дивізіонах) або кубках острова.

## Логотип
Логотип клубу складається зі щита, на якому зображені вхідні ворота до стадіону, на якому клуб проводить свої домашні матчі, а також напису на логотипі «GD Varandinha».

## Історія виступів у чемпіонатах та кубках

### Острівний чемпіонат
| Сезон   | Див. | Міс. | Іг. | В | Н | П | ЗМ | ПМ | РМ | О  | Кубок      | Відкритий Чемпіонат | Примітки                                    |
| ------- | ---- | ---- | --- | - | - | - | -- | -- | -- | -- | ---------- | ------------------- | ------------------------------------------- |
| 2014-15 | 2    | 3    | 12  | 6 | 5 | 1 | 16 | 7  | +9 | 23 |            |                     | Також вихід до фінальної частини чемпіонату |
| 2014-15 | 2    | 2    | 6   | 2 | 2 | 2 | 9  | 7  | -2 | 8  | 2-ге місце |                     |                                             |

## Деякі статистичні дані
- Найкращий результат: 2-ге місце (острівний чемпіонат)